# Nahshonim
Nahshonim est un kibboutz situé dans la plaine du Sharon, à proximité de la ville de Rosh HaAyin. Il est rattaché au conseil régional de Drom HaSharon.
Nahshonim a été fondé en 1949 par des sabras et des immigrants originaires d'Égypte. Le kibboutz a été nommé en référence au personnage biblique de Nahshon, chef de la tribu de Juda, qui accompagne Moise lors de la sortie d’Egypte.

## Personnalités liées à la ville
- Harel Levy, joueur de tennis, professionnel de 1995 à 2010.
- Ezra Talmor (es), philosophe, fondateur du kibboutz Nahshonim.